# St. Antönien
St. Antönien, im örtlichen Walserdialekt Santa(n)töniä [santa(n)ˈtøniæ], ist eine Streusiedlung in der Gemeinde Luzein in der Region Prättigau/Davos im Kanton Graubünden.
Von 1979 bis zum 31. Dezember 2015 bildete St. Antönien eine selbständige politische Gemeinde im Bezirk Oberlandquart. Sie entstand aus der Fusion von St. Antönien Castels und St. Antönien Rüti und umfasste ab 2007 auch St. Antönien Ascharina. Seit 2016 ist sie Teil der Gemeinde Luzein.

## Geographie

Historisches Luftbild von Werner Friedli (1949)

Die ehemalige Gemeinde liegt im St. Antöniental, einem nördlichen Seitental des Prättigaus, das vom Schanielabach entwässert wird. Sie umfasst den obersten, Partnunertal genannten Talabschnitt, das von links einmündende Gafiertal, die sich unterhalb des Zusammenflusses anschliessende Talweitung und gegen das Schanielatobel unterhalb des Eggbergs gelegen, Ascharina. Im Norden und Osten grenzt die Gemeinde auf dem Grat des Rätikons an Österreich. Die höchsten Berge dieser Kette, welche die Wasserscheide gegen das Montafon bildet, sind die Sulzfluh (2817 m ü. M.) im Norden, die Schijenflue (2625 m ü. M.) im Nordosten und das Madrisahorn (2826 m ü. M., höchster Punkt der Gemeinde) im Südosten. Gegen Westen und Südwesten bilden Schafberg, Chüenihorn und Chrüz die natürliche Grenze des Tales.

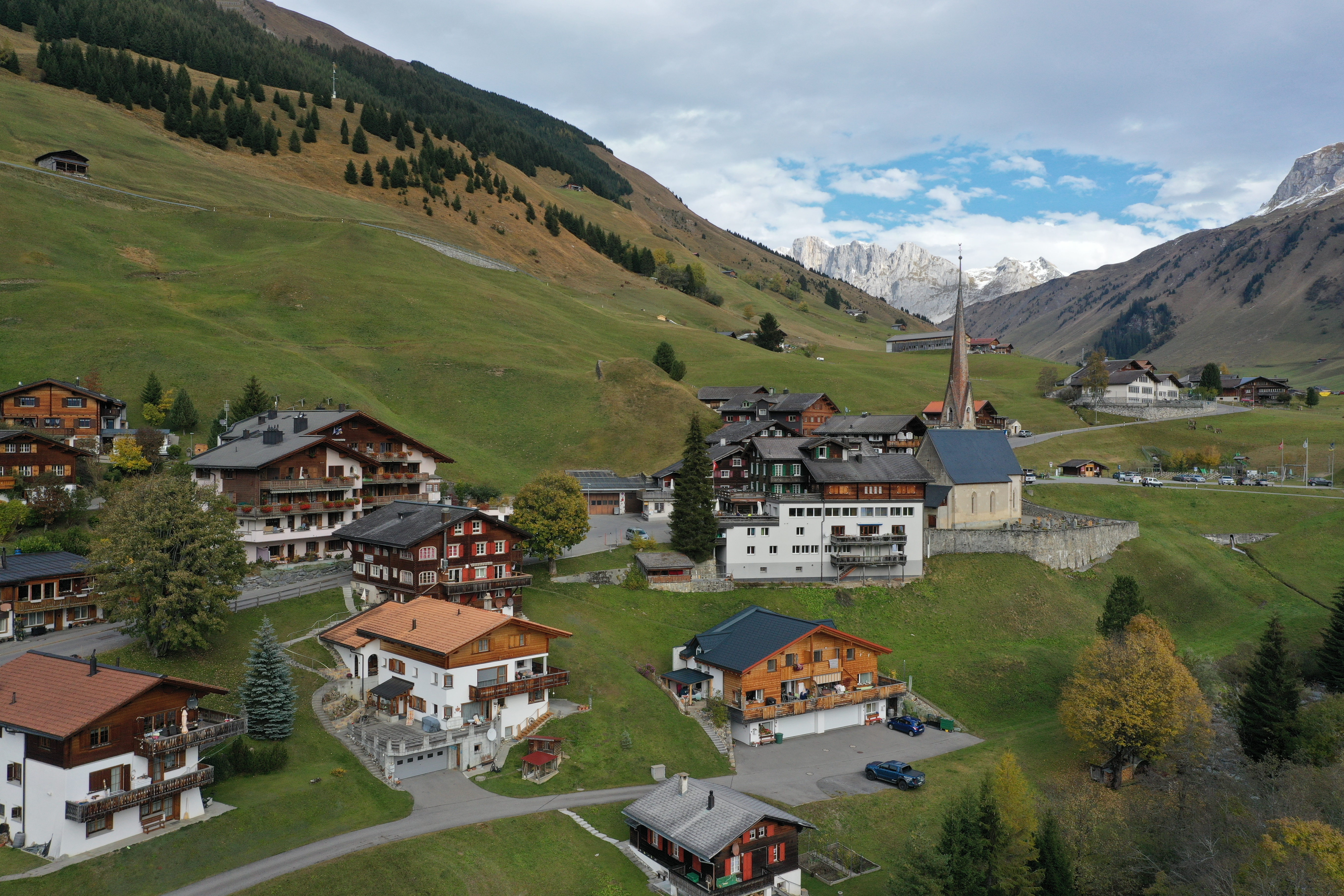
St. Antönien Platz

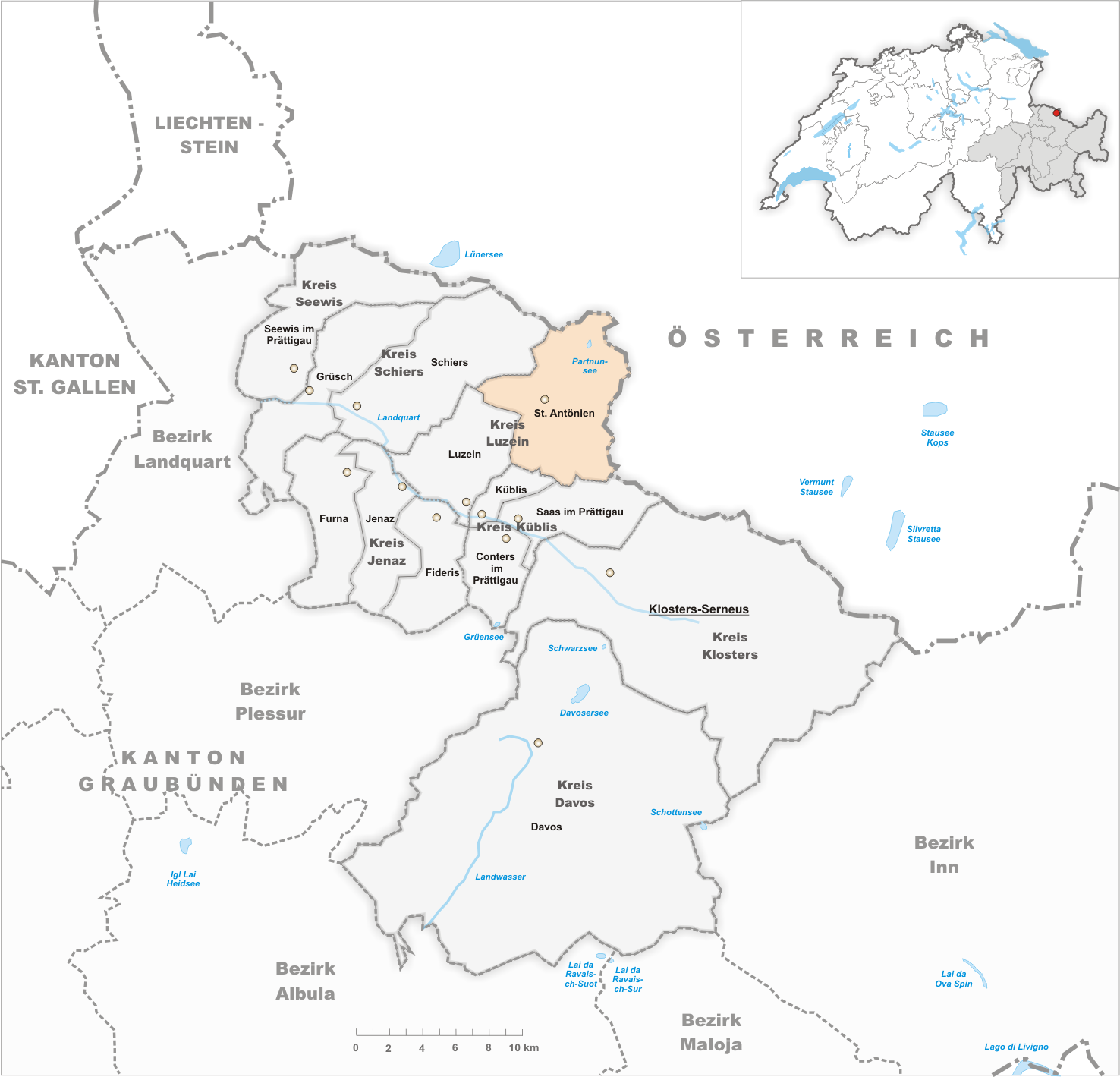
Gemeindestand vor der Fusion am 1. Januar 2016

Geologisch liegen drei Formationen vor, der Prättigauer Flysch aus der Kreidezeit bildet die von Vegetation überwachsenen Gipfel bis etwa 2450 m ü. M. Ein Kalkband überdeckt den Flysch im Bereich der Rätschen-, Sulz- und Schijenflue. Im Süden liegt über dem Kalkband die kristalline Silvrettadecke und bildet die Gipfel von Schollberg, Gämpiflue und Madrisa. Der Aschüeler Sattel ist der Überrest des eiszeitlichen Tales, welches sich gegen Westen öffnete. Erst viel später hat der Schanielabach von Partnun kommend einen ähnlichen Verlauf genommen, sich aber seinen Ausgang nach Süden gegraben.
St. Antönien liegt klimatisch in einer Vorstauzone; über das Jahr verteilt fallen 1386 mm Niederschläge, ein Drittel davon in den Sommermonaten Juni, Juli und August. Der Winter ist schneereich. Die mittleren monatlichen Temperaturen liegen zwischen −5,5 Grad und 12,8 Grad Celsius. Im nebelarmen Hochtal scheint die Sonne im Januar durchschnittlich 105 Stunden pro Monat, im Juli 171.
Die Streusiedlung besteht aus einer Vielzahl von Einzelgehöften. Nur am Dorfzentrum, dem Platz (1420 m ü. M.), verdichten sich die Gebäude. Die wichtigsten Hofgruppen sind rechts des Schanielabachs Aschüel, Schwendi, Meierhof und Büel, auf der anderen Talseite, am Unterlauf des Gafierbachs, Litzirüti, Sunnirüti, Stapfa, sowie das weiter unten am Schanielabach gelegene Ascharina. Im Partnunertal liegt als grösste Siedlung Partnunstafel (1763 m ü. M.). Im Gafiertal gibt es einige Siedlungen, die heute nicht mehr ganzjährig bewohnt sind.
Vom gesamten ehemaligen Gemeindegebiet von 52,28 km² sind 594 ha von Wald und Gehölz bedeckt, sind 2697 ha landwirtschaftlich nutzbar, davon 2337 ha als Maiensässe und Alpen. Weitere 1890 ha sind unproduktive Fläche, meist in Form von Gebirge, und 47 ha umfasst die Siedlungsfläche.
Nachbargemeinden waren im Kanton Graubünden Saas im Prättigau, Küblis, Luzein, Schiers sowie (im österreichischen Bundesland Vorarlberg) Tschagguns und St. Gallenkirch.

## Geschichte
Die bis Ende 2015 existierende Gemeinde war durch zwei 1979 und 2007 vorgenommene Gemeindefusionen entstanden. 1979 schlossen sich die Gemeinden St. Antönien Castels (bis 1953 offiziell: Castels) und St. Antönien Rüti (bis 1953 offiziell: Rüti im Prättigau) zur Gemeinde St. Antönien zusammen. Die Grenze der früheren Gemeinden wurde durch den Schanielabach markiert, der von jeher die Gerichte Castels und Klosters des Zehngerichtenbundes voneinander trennte.
Am 23. Februar 2006 beschlossen die Stimmbürgerinnen und Stimmbürger der Gemeinden St. Antönien und St. Antönien Ascharina (BFS-Nr. 3892) mit grossem Mehr in beiden Gemeinden, sich per 1. Januar 2007 zur neuen Gemeinde St. Antönien zusammenzuschliessen, die nun den ganzen Talkessel umfasste. Die Bewilligung durch den Kanton erfolgte am 1. September 2006 durch Beschluss des Grossen Rates. Später wurden auch Gespräche mit Klosters-Serneus über eine weitergehende Fusion im hinteren Prättigau geführt, die jedoch wieder abgebrochen wurden. St. Antönien schloss sich stattdessen auf Anfang 2016 mit der Prättigauer Talgemeinde Luzein zusammen.
Die Strasse Küblis–St. Antönien begünstigt wie der ab 1953 ganzjährige Postautobetrieb den Tourismus, auf den zu Beginn des 21. Jahrhunderts vor allem dank den Tagesausflüglern rund ein Drittel der Arbeitsplätze in St. Antönien fiel.
→ siehe Abschnitt Geschichte im Artikel St. Antönien Ascharina

→ siehe Abschnitt Geschichte im Artikel St. Antönien Castels

→ siehe Abschnitt Geschichte im Artikel St. Antönien Rüti

## Wappen

### 1979 bis 2006
| Wappen von St. Antönien | Blasonierung: «In Blau ein goldenes (gelbes) Antoniuskreuz beseitet von zwei goldenen Sternen» |
| Wappen von St. Antönien | Das Antoniuskreuz bezieht sich auf den Namen von Ort und Talschaft, benannt nach dem Kirchenpatron Antonius in den Farben des Zehngerichtebundes. Die beiden zur Gemeinde St. Antönien zusammengeschlossenen Gemeinden St. Antönien Castels und St. Antönien Rüti, deren Wappen von der neuen Gemeinde übernommen wurde, werden durch die beigefügten beiden Sterne dargestellt. Die ehemalige Gemeinde St. Antönien Castels führte das Antoniuskreuz ohne Beizeichen. |

### 2006 bis 2015
| Wappen von St. Antönien | Blasonierung: «In Blau ein goldenes (gelbes) Antoniuskreuz beseitet von zwei und überhöht von einem sechsstrahligen goldenen Sternen» |
| Wappen von St. Antönien | Seit dem Zusammenschluss mit der Gemeinde Ascharina wird auch deren Stern im Wappen mitgeführt.                                       |

## Bevölkerung
| Jahr      | 1623 | 1781 | 1805 | 1830 | 1850 | 1900 |
| Einwohner | 495  | 435  | 390  | 381  | 360  | 350  |
| Jahr      | 1950 | 1970 | 1990 | 2000 | 2010 | 2015 |
| Einwohner | 284  | 365  | 209  | 235  | 376  | 331  |

Die Bevölkerungszahl ist trotz Geburtenüberschuss, auf Grund von Abwanderungen, schon seit langem stabil bis leicht rückläufig. Allein zwischen 1840 und 1890 wanderten 127 Personen nach Amerika aus. Es leben praktisch nur Schweizer Staatsangehörige mit deutscher Muttersprache im Tal, die meisten sind evangelisch-reformierter Konfession.

## Wirtschaft

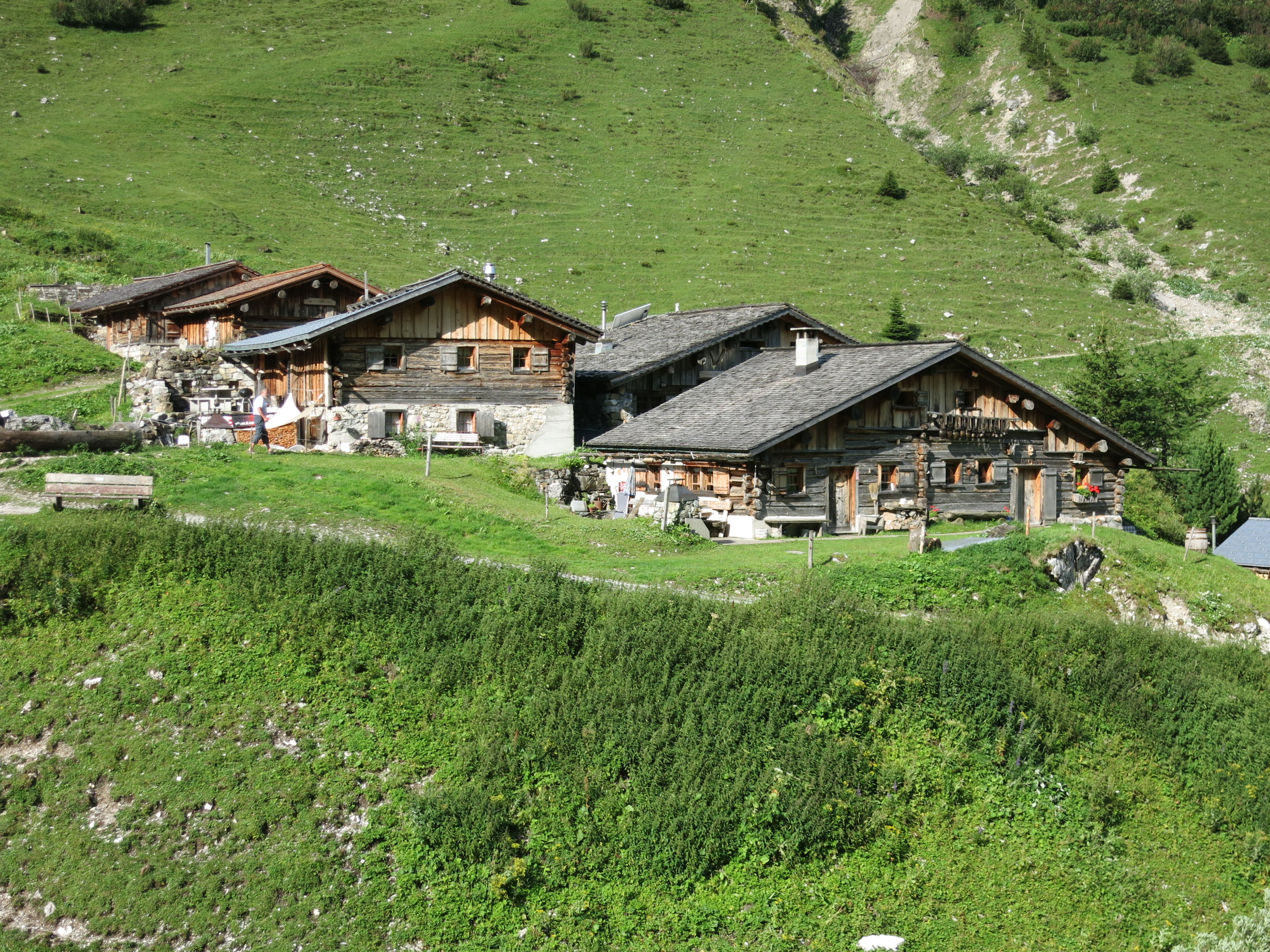
Häusergruppe in Gafia Litzistafel

Den wichtigsten Wirtschaftszweig im Tal stellt die Landwirtschaft. Bedingt durch das alpine Klima, die Höhenlage und die Topographie ist kein wirtschaftlicher Ackerbau möglich, deshalb herrschen Fleisch- und Milchwirtschaft vor. Lange Tradition hat die Haltung von Kleinvieh, besonders Ziegen, was heute wieder vermehrt zu sehen ist. Ermöglicht durch die mechanisierte Arbeitsweise wird die Landwirtschaft meist vom eigentlichen Gehöft aus betrieben, die jahreszeitlichen Wechsel des Wohnsitzes auf die verschiedenen Höhenstufen sind meist aufgegeben worden.
Im 19. Jahrhundert arbeitete in Ascharina für fünf Generationen die Hafnerei der Familie Lötscher, die neben Kachelöfen und Wasserleitungsröhren eine charakteristische und heute sehr gesuchte Keramik herstellte. Diese wird als St. Antönien-Keramik oder Lötscher-Keramik bezeichnet.
Seit 2021 ist St. Antönien Teil der internationalen Alpenvereinsinitiative Bergsteigerdörfer.

### Verkehr
St. Antönien ist mit Küblis über eine Strasse verbunden, auf der ein Postauto stündlich zum dortigen Bahnhof verkehrt.
Der Walserweg Graubünden und der Prättigauer Höhenweg führen durch das Tal.

### Tourismus

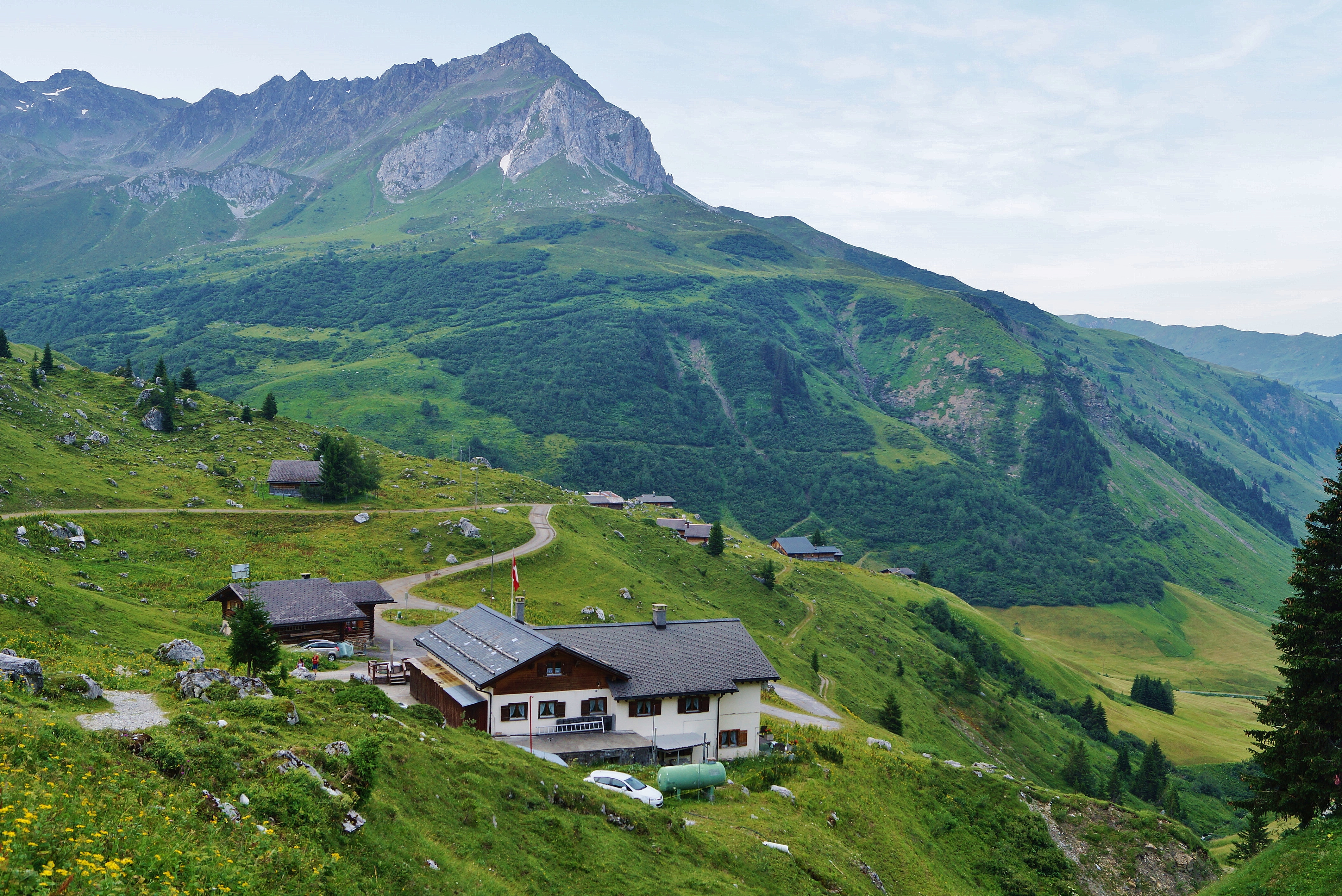
Berghaus «Alpenrösli» in Partnun

hinter dem Mond, links
Der Slogan von St. Antönien Tourismus ist bezeichnend, im abgelegenen Seitental findet kein Massentourismus statt. Bereits 1891 wurden 30 bis 40 Gäste in den im Sommer jeweils leerstehenden Talwohnungen beherbergt. Heutzutage stehen in Hotels und Gasthäusern sowie in weiteren 20 Ferienwohnungen und -häusern rund 500 Betten zur Verfügung. Nach den Rekordzahlen der frühen 1980er-Jahre mit gegen 50'000 Logiernächten pro Jahr hat sich die Zahl auf etwa 30'000 eingependelt. Bekannt ist das Tal unter den Tourenskifahrern, Bergwanderern und Kletterern, welche Routen in allen Schwierigkeitsstufen finden. Den Pistenskifahrern steht seit 1974 der Skilift Junker offen.
Das von der Kulturgruppe St. Antönien gegründete und betriebene Ortsmuseum St. Antönien präsentiert die Walserkultur der Talschaft St. Antönien mit permanenten Ausstellungen (Lötscher Töpfereien, Höhlenbären, historische Landwirtschaft, St. Antönierkirche) sowie Wechselausstellungen und veranstaltet kulturelle Aktivitäten.